# Azores Airlines
A Azores Airlines é uma companhia subsidiária do Grupo SATA, licenciada para operar voos no exterior dos Açores ligando o arquipélago à Europa e América do Norte, a partir do seu hub no Aeroporto João Paulo II. Resultou da aquisição e transformação, em 1994, da companhia de táxi aéreo Oceanair.
A 19 de Março de 1998 a sua razão social foi alterada de Oceanair para SATA Internacional, tendo a companhia obtido, a 17 de Junho, o Certificado de Operador Aéreo. O seu licenciamento e certificação efectuou-se segundo a exigência dos regulamentos da União Europeia.
Em 1995, depois de 50 anos de voos inter-ilhas, a SATA iniciou voos não-regulares charter, utilizando o Boeing 737-300 para operadores turísticos nacionais e estrangeiros. Desde Janeiro de 2000, os voos para os EUA e Canadá passam a ser realizados pela SATA Internacional que presentemente opera nestas rotas os Airbus A321neo.
Em 1999, a SATA Internacional ganhou o concurso para as ligações aéreas entre Ponta Delgada e o continente e para o Funchal. Em 2002 ganhou mais uma vez o concurso para as rotas que já operava desde há 3 anos. No ano seguinte ganhou o concurso para a concessão dessas rotas.
Em Outubro de 2015 ocorreu uma mudança no nome da companhia, passando a designar-se Azores Airlines, de forma a distinguir-se da companhia-mãe SATA Air Açores, que efetua os voos entre as ilhas dos Açores.
Em janeiro de 2021, um Airbus A321LR operando o voo S46865 da Azores Airlines conquistou o recorde de voo comercial A321LR mais longo em duração, que operou como fretado de Lisboa a Bogotá em um tempo de 9 horas e 49 minutos. A companhia aérea ultrapassou o recorde anteriormente estabelecido pela Air Transat para o seu voo A321LR em 26 de outubro de 2020 de Montréal Trudeau para Atenas, com uma duração de 8 horas e 20 minutos, mas foi posteriormente superado pela TAP Air Portugal em 29 de março de 2021 com o seu voo A321LR de Maputo para a Praia, com uma duração de voo de 10 horas e 7 minutos.

## Frota

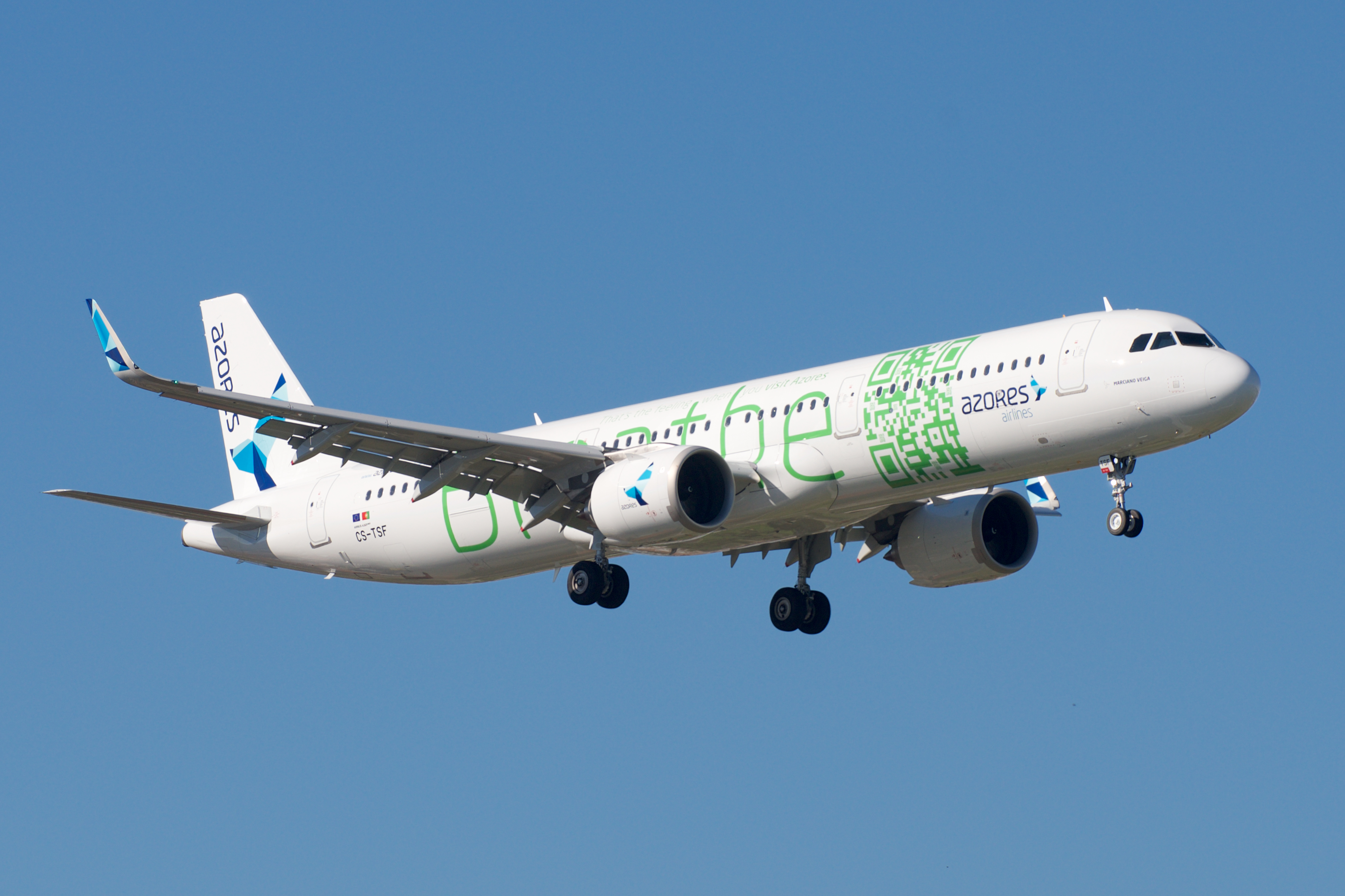
Azores Airlines A321Neo

Desde março de  2025, a Azores Airlines opera as seguintes aeronaves na sua frota totalmente Airbus:
| Aviões          | Em serviço | Encomendas | Passageiros | Passageiros | Passageiros | Notas          |
| Aviões          | Em serviço | Encomendas | C           | Y           | Total       | Notas          |
| --------------- | ---------- | ---------- | ----------- | ----------- | ----------- | -------------- |
| Airbus A320-200 | 3          | —          | —           | 168         | 168         | Ser Aposentado |
| Airbus A320neo  | 2          | —          | —           | 168         | 168         |                |
| Airbus A321LR   | 3          | —          | 16          | 174         | 190         |                |
| Airbus A321neo  | 2          | —          | 16          | 170         | 186         |                |
| Total           | 10         | 2          |             |             |             |                |

### Frota retirada
- Boeing 737-300 (retirado no início do século XXI)
- Airbus A310-200 (retirado no dia 15 de outubro de 2018)
- Airbus A330-200